# Orientación al mercado
La orientación al mercado y la gestión orientada al mercado son las respuestas a las nuevas situaciones cambiantes en el marco del macromarketing que serían tres:
1. La globalización de la economía mundial.
2. La revolución de las nuevas tecnologías de la información, la comunicación y el desarrollo del comercio electrónico.
3. Los nuevos valores que promocionan una economía social orientada al desarrollo sustentable.

Estas tres situaciones han hecho que el marketing evolucione de un marketing orientado al cliente a una orientación amplia donde el mercado es visto como un ecosistema complejo.
Muchas empresas se inclinaban por el concepto tradicional de marketing, empresas que permanecen cerca de sus clientes, ya que muchos agentes ponían por encima de todo su relación con los clientes.
Hoy en día debido a la globalización de las economías se ha demostrado que la visión del marketing tradicional es una visión incompleta, ya que conocer lo que los clientes quieren puede no ser demasiado útil si se tienen en cuenta algunas situaciones que se pueden plantear de cara al mercado como pueden ser:
- Si el producto es muy revolucionario.
- Si los grandes competidores ya ofrecen el mismo producto.
- Si los distribuidores impiden a la empresa alcanzar a los clientes de referencia.
- Si los que tienen gran influencia no certifican el producto.
- Si otras partes interesadas quieren boicotear la marca.

## Diferencias entre marketing tradicional y Orientación al mercado
Hay cuatro cuestiones clave que diferencian el marketing tradicional de la orientación al mercado:
1. El concepto tradicional está orientado al cliente mientras que la orientación al mercado se centra en los actores clave del mercado como competidores, distribuidores, influenciantes, etc.
2. El concepto tradicional se basa en los modelos de sentido común de impulso del mercado y también el impulso de la tecnología.
3. El concepto tradicional está orientado a la acción y se basa en las cuatro “pes”, mientras que el concepto de orientación al mercado se basa en el paradigma cultura-análisis-acción.
4. El marketing tradicional queda confinado a la función de marketing mientras que la orientación al mercado es una cultura que queda diseminada en todas las partes que conforman la empresa y en todas sus funciones.

La teoría de la orientación al mercado sugiere una relación entre la orientación al mercado y el desempeño económico por lo que se dice que «una empresa que se orienta mayormente al mercado mejorará su economía y desempeño económico a largo plazo».
Esta teoría es apoyada por varias observaciones:
- Los clientes satisfechos son generalmente más exclusivos y leales, y más importante comunican a otros posibles clientes su satisfacción de forma boca a boca y son menos sensibles al precio.
- Si se realiza un monitoreo de la situación del mercado se obtiene mayor información de la situación de los competidores así como sus debilidades y fortalezas como de su capacidad de reacción.
- Las empresas que establecen sociedad con sus distribuidores aminoran los costos y mejoran la cooperación con los mismos.
- Las empresas que trabajan cerca de los influidores y expertos son más propensas a desarrollar productos innovadores que se adapten mejor a las necesidades de los clientes.